# Stelling van Noether

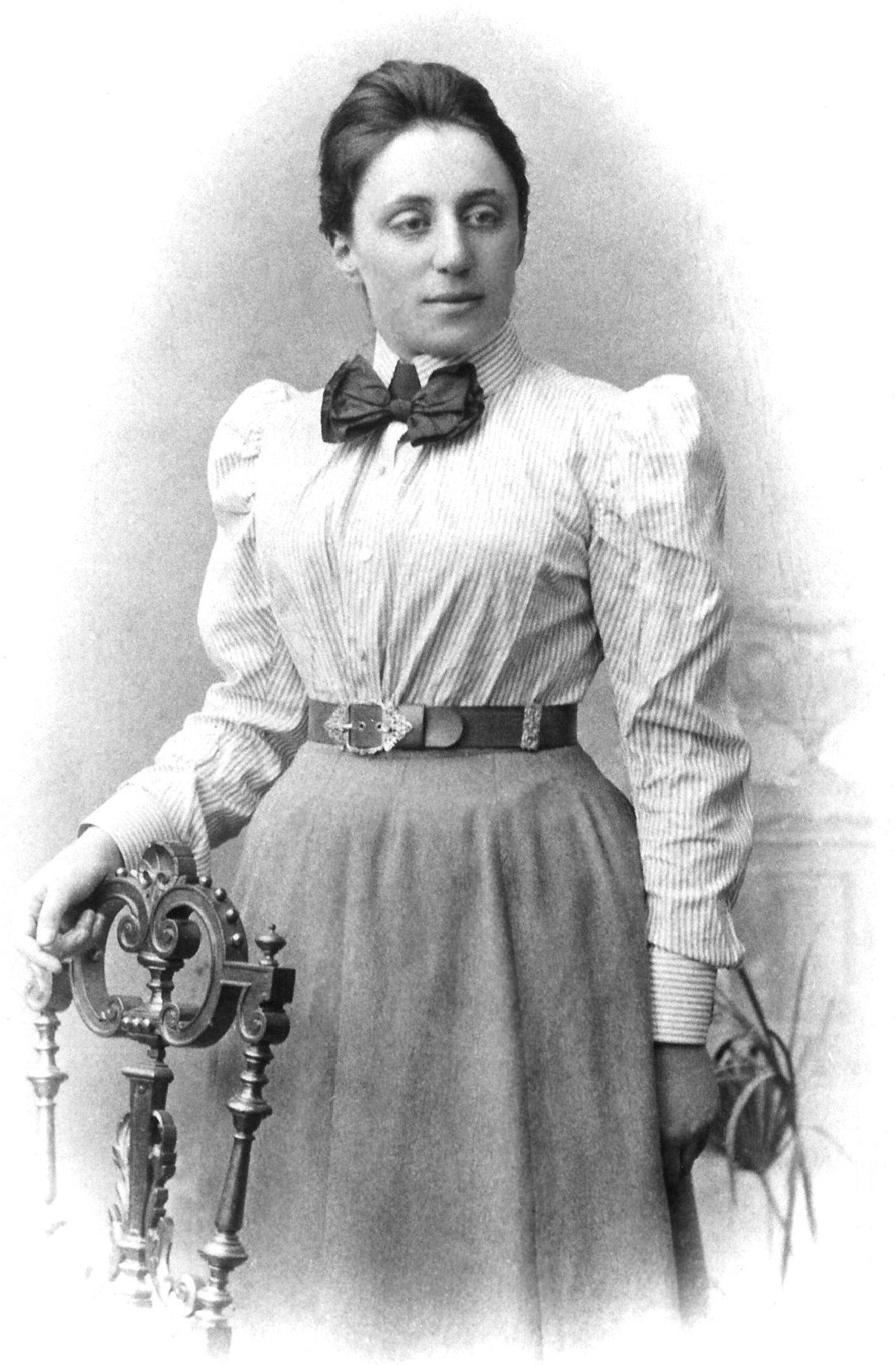
Emmy Noether

De stelling van Noether (vaak ook theorema van Noether genoemd) is een belangrijke uitkomst van de theoretische natuurkunde en de infinitesimaalrekening waarin wordt aangetoond dat een behoudswet afgeleid kan worden door differentiatie toe te passen op aanwezige symmetrie in natuurkundige systemen. De wet van behoud van energie blijkt bijvoorbeeld het gevolg te zijn van het feit dat alle natuurkundige wetten, inclusief de waarden van natuurkundige constanten, invariant zijn voor een translatie langs de tijd-as; ze veranderen niet in de tijd. 
Deze baanbrekende stelling werd in 1915 door de Duitse wiskundige Emmy Noether bewezen en in 1918 gepubliceerd.
De stelling houdt in dat elke differentieerbare symmetrie van de actie van een natuurkundig systeem een corresponderende behoudswet heeft.  De actie van een natuurkundig systeem is de integraal over de tijd van een lagrangiaanse-functie (die al of niet een integraal over de ruimte van een lagrangiaanse dichtheidsfunctie is), met behulp waarvan het gedrag van het systeem kan worden bepaald door gebruik te maken van het  principe van de kleinste werking.
De stelling van Noether is een fundamenteel instrument van de moderne theoretische natuurkunde en de variatierekening geworden. De stelling van Noether staat een verregaande veralgemening toe van eerder werk over bewegingsconstanten in de lagrangiaanse- en de hamiltoniaanse mechanica. De stelling van Noether is niet van toepassing op systemen die niet met behulp van een lagrangiaan kunnen worden gemodelleerd; dissipatieve systemen met continue symmetrieën hoeven bijvoorbeeld geen corresponderende behoudswet te hebben.
De stelling van Noether geldt voor alle natuurkundige wetten die zich met verandering bezighouden. De stelling speelt een belangrijke rol in de kwantummechanica bij het onzekerheidsrelatie van Heisenberg, bij het koppelen van positie en impuls, tijd en energie, hoek en impulsmoment, etc.

## Informele uitleg van de stelling
Alle verfijnde technische punten terzijde, kan de stelling van Noether als volgt informeel worden geponeerd
Als een systeem een continue symmetrie-eigenschap heeft, dan zijn er corresponderende grootheden waarvan de waarden in de tijd behouden blijven.
Een meer geavanceerde versie van de stelling luidt:
Met iedere differentieerbare symmetrie, die door lokale acties wordt gegenereerd, correspondeert een behouden lading.
Het woord "symmetrie" in de bovenstaande stelling verwijst meer bepaald naar de covariantie van de vorm, die een natuurkundige wet neemt met betrekking tot een eendimensionale Lie-groep van transformaties, die aan zekere technische criteria voldoen. De behoudswet van een natuurkundige grootheid wordt meestal uitgedrukt als een continuïteitsvergelijking.
Het formele bewijs van de stelling maakt alleen gebruik van de voorwaarde van invariantie om een uitdrukking af te leiden voor een stroom, die geassocieerd wordt met een behouden natuurkundige grootheid. De behouden grootheid wordt de noether-lading genoemd en de stroom die deze 'lading' draagt noemt men de noether-stroom. De noether-lading is uniek gedefinieerd op een divergentievrij vectorveld na.

## Toepassing
Toepassing van de stelling van Noether stelt natuurkundigen in staat om in elke algemene theorie inzicht te krijgen welke vorm een wet moet hebben om invariant, constant te zijn. Bijvoorbeeld:
- de invariantie van natuurkundige wetten voor een translatie in de ruimte (de stelling dat natuurkundige wetten overal hetzelfde moeten zijn) levert een wet van behoud van impuls op.
- invariantie voor rotatie geeft de wet van behoud van impulsmoment.
- invariantie met betrekking tot de tijd geeft de bekende wet van behoud van energie

## Historische context
Een behoudswet stelt dat een bepaalde kwantiteit {\displaystyle X}, die een natuurkundig systeem beschrijft, gedurende haar gehele beweging constant blijft; wiskundig uitgedrukt is de mate van verandering van {\displaystyle X} (de afgeleide met betrekking tot de tijd) gelijk aan nul:
{\displaystyle {\frac {\mathrm {d} X}{\mathrm {d} t}}=0}
Men zegt dat deze grootheden behouden blijven; zij worden vaak bewegingsconstanten genoemd, hoewel er niet per se beweging bij hoeft te zijn betrokken, maar evolutie in de tijd ook volstaat. Als de energie van een natuurkundig systeem bijvoorbeeld wordt behouden, blijft haar energie te allen tijde constant, wat een restrictie op de beweging van het systeem oplegt, wat weer kan helpen om het systeem op te lossen. Naast het inzicht dat deze bewegingsconstanten geven in de aard van een natuurkundig systeem, zijn zij een nuttig instrument voor hulp bij berekeningen; een benadering van een oplossing kan bijvoorbeeld worden verfijnd door de dichtstbijzijnde toestand te vinden, die voldoet aan de behoudswetten.  
De eerste bewegingsconstanten die werden ontdekt zijn impuls en energie, die in de 17e eeuw door René Descartes en Gottfried Leibniz werden voorgesteld op basis van botsing experimenten, en werden door latere onderzoekers verfijnd. Isaac Newton was de eerste die de wet van  behoud van impuls in zijn moderne vorm verkondigde, en toonde aan dat de wet van behoud van impuls een gevolg was van derde wet van Newton; interessant genoeg geldt  de wet van behoud van impuls ook in situaties waar de derde wet van Newton niet opgaat. De moderne natuurkunde heeft onthuld dat de behoudswetten van impuls en energie slechts bij benadering waar zijn, maar hun moderne verfijningen - het behoud van vier-impuls in de speciale relativiteitstheorie en de nul divergentie van de energie-momentum-tensor in de algemene relativiteitstheorie - zijn strikt genomen waar binnen de begrenzingen van die theorieën. Het behoud van impulsmoment, een veralgemening van roterende starre lichamen, is op soortgelijke manier waar binnen de moderne natuurkunde. Een ander belangrijke te behouden grootheid, die werd ontdekt in studie van de hemelmechanica van astronomische lichamen was de Laplace-Runge-Lenz-vector. 
In de late 18e en vroege 19e eeuw, ontwikkelden natuurkundigen meer systematische methoden voor het ontdekken van behouden grootheden. Een grote stap kwam in 1788 met de ontwikkeling van de aan het principe van de kleinste werking gerelateerde lagrangiaanse mechanica. In deze aanpak kan de toestand van het systeem worden beschreven door een soort van gegeneraliseerde coördinaten {\displaystyle \mathbf {q} }; de bewegingswetten hoeven niet te worden uitgedrukt in een Cartesisch coördinatensysteem, zoals gebruikelijk was in de Newtoniaanse mechanica. De actie wordt gedefinieerd als de tijdsintegraal I van een functie die bekendstaat als de lagrangiaan L
{\displaystyle I=\int L(\mathbf {q} ,{\dot {\mathbf {q} }},t)\mathrm {d} t}
waar de stip boven de {\displaystyle \mathbf {q} } de mate van verandering van de coördinaten {\displaystyle \mathbf {q} } betekent
{\displaystyle {\dot {\mathbf {q} }}={\frac {\mathrm {d} \mathbf {q} }{\mathrm {d} t}}.}
Het principe van Hamilton stelt dat het natuurkundige pad {\displaystyle \mathbf {q} (t)}; het pad dat echt door het systeem wordt genomen - een pad is waarvoor infinitesimale variaties in dat pad geen verandering veroorzaken in I, ten minste tot op eerste orde. Dit principe resulteert in de euler-lagrange-vergelijkingen
{\displaystyle {\frac {\mathrm {d} }{\mathrm {d} t}}\left({\frac {\partial L}{\partial {\dot {\mathbf {q} }}}}\right)={\frac {\partial L}{\partial \mathbf {q} }}.}
Dus als een van de coördinaten, zeg {\displaystyle \mathbf {q} _{k}}, niet voorkomt in de lagrangiaan, is de rechterkant van de vergelijking gelijk aan nul, en laat de linker kant zien dat
{\displaystyle {\frac {\mathrm {d} }{\mathrm {d} t}}\left({\frac {\partial L}{\partial {\dot {q}}_{k}}}\right)={\frac {\mathrm {d} p_{k}}{\mathrm {d} t}}=0}
waar de behouden impuls {\displaystyle p_{k}} als de hoeveelheid aan de linkerkant tussen haakjes wordt gedefinieerd. De afwezigheid van de coördinaat {\displaystyle \mathbf {q} _{k}} in  de lagrangiaan impliceert dat de lagrangiaan niet wordt beïnvloed door veranderingen of transformaties van {\displaystyle \mathbf {q} _{k}}; de lagrangiaan is invariant en men zegt dat de lagrangiaan een soort van symmetrie vertoont. Dit is het basisidee van waaruit de stelling van Noether is voortgekomen.
Verschillende alternatieve methoden voor het vinden van behouden grootheden werden in de 19e eeuw ontwikkeld, vooral door William Rowan Hamilton. Zo ontwikkelde hij bijvoorbeeld een theorie van kanonieke transformaties, die onderzoekers toestond de coördinaten zo te veranderen, dat deze coördinaten uit de lagrangiaan verdwenen, wat resulteert in behouden grootheden. Een andere aanpak en misschien wel de meest efficiënte manier voor het vinden van de behouden grootheden is de hamilton-jacobi-vergelijking.

## Wiskundige uitdrukking
De essentie van de stelling van Noether is de volgende: Stel je voor dat de actie {\displaystyle I}, zoals hierboven gedefinieerd, invariant is onder kleine verstoringen (perturbaties) van de variabele tijd {\displaystyle t} en de gegeneraliseerde coördinaten {\displaystyle \mathbf {q} }; wij schrijven (in een notatie die vaak gebruikt wordt door natuurkundigen)
{\displaystyle t\to t^{\prime }=t+\delta t}
{\displaystyle \mathbf {q} \rightarrow \mathbf {q} ^{\prime }=\mathbf {q} +\delta \mathbf {q} }
waar de verstoringen {\displaystyle \delta t} en {\displaystyle \delta \mathbf {q} } zowel klein als variabel zijn. Veronderstel in zijn algemeenheid dat er misschien meerdere van dergelijke symmetrie transformaties van de actie zijn, zeg, {\displaystyle N}; we kunnen een index gebruiken {\displaystyle r=1,2,3,\ldots ,N} om de transformaties bij te houden. Dan kan een generieke verstoring worden geschreven als een lineaire som van de afzonderlijke types verstoringen
{\displaystyle \delta t=\sum _{r}\varepsilon _{r}T_{r}}
{\displaystyle \delta \mathbf {q} =\sum _{r}\varepsilon _{r}\mathbf {Q} _{r}}
Door gebruik te maken van deze definities, toonde Emmy Noether aan dat de N grootheden
{\displaystyle \left({\frac {\partial L}{\partial {\dot {\mathbf {q} }}}}\cdot {\dot {\mathbf {q} }}-L\right)T_{r}-{\frac {\partial L}{\partial {\dot {\mathbf {q} }}}}\cdot \mathbf {Q} _{r}}
behouden worden, dat wil zeggen, bewegingsconstanten zijn;, dit is een eenvoudige versie van de stelling van Noether

### Voorbeelden
Beschouw ter illustratie een lagrangiaan, die niet afhangt van de tijd, dat wil zeggen dat deze invariant (symmetrisch) is onder veranderingen {\displaystyle t\to t+\delta t}, zonder enige verandering in de coördinaten {\displaystyle \mathbf {q} }. In dit geval, {\displaystyle N=1,\,T=1} en {\displaystyle \mathbf {Q} =0}; de overeenkomstige behouden grootheid is de totale energie {\displaystyle H}
{\displaystyle H={\frac {\partial L}{\partial {\dot {\mathbf {q} }}}}\cdot {\dot {\mathbf {q} }}-L.}

## Wiskundige uitdrukking in veldentheorie
Stel dat onder de transformatie {\displaystyle \phi (x)\to \phi (x)+\varepsilon \Delta \phi (x)}, met {\displaystyle \varepsilon } een constante, de lagrangiaan invariant is op totale afgeleide na
{\displaystyle {\mathcal {L}}\to {\mathcal {L}}+\varepsilon \partial _{\mu }K^{\mu }}
Als men de stroom definieert als
{\displaystyle j^{\mu }={\frac {\partial {\mathcal {L}}}{\partial \partial _{\mu }\phi }}\Delta \phi -K^{\mu }},
geldt {\displaystyle \partial _{\mu }j^{\mu }=0} als {\displaystyle \phi } voldoet aan de bewegingsvergelijkingen.

## Voetnoten
1. ↑  (de)  Emmy Noether, 1918, Invariante Variationsprobleme, Nachr. D. König. Gesellsch. D. Wiss. Zu Göttingen, Math-Phys. Klasse, 1918, pag. 235-257 zie hier
2. ↑  (en)  Thompson, W.J.,  (1994) Angular Momentum. Wiley, pag.5.
3. ↑   Lanczos, blz. 401-403.